# Meine Seele soll Gott loben, BWV 223
 Meine Seele soll Gott loben, BWV 223 (La meva ànima lloa Déu) és una cantata perduda de Johann Sebastian Bach, d'autor desconegut, probablement de l'època de Mühlhausen.